# ترازو (فیلم ۱۹۹۷)
ترازو (به هندی: Tarazu) فیلمی محصول سال ۱۹۹۷ و به کارگردانی یو ویمال کومار است. در این فیلم بازیگرانی همچون آکشی کومار، سونالی بندره، موهنیش باهل، قادرخان، آمریش پوری ایفای نقش کرده‌اند.